# Elaenia mesoleuca
El fiofío oliváceo o fio-fio olivo (Elaenia mesoleuca), es una especie de ave paseriforme de la familia Tyrannidae, perteneciente al numeroso género Elaenia. Es nativo del centro oriental de América del Sur.

## Distribución y hábitat
Se distribuye en el sureste de Brasil (desde el sur de Goiás y sur de Bahía al sur hasta Río Grande del Sur), este de Paraguay, hasta el noreste de Argentina y Uruguay.
Esta especie es considerada en general poco común en sus hábitats naturales: el interior de bosques húmedos y montanos de la Mata Atlántica, desde el nivel del mar hasta los 2000 m de altitud; aparentemente algunas aves se mueven hacia el norte en bosques en galería del centro de Brasil, en la temporada no reproductiva, pero este movimiento es incierto.

## Sistemática

### Descripción original
La especie E. mesoleuca fue descrita por primera vez por el contador Wilhelm Deppe —con base en descripciones de su hermano, el naturalista alemán Ferdinand Deppe— en 1830 bajo el nombre científico Muscicapa mesoleuca; la localidad tipo dada fue: «México», pero el holotipo está etiquetado «Montevideo, Uruguay».

### Etimología
El nombre genérico femenino «Elaenia» deriva del griego «ελαινεος elaineos» que significa ‘de aceite de oliva’, ‘oleaginosa’; y el nombre de la especie «mesoleuca», se compone de las palabras del griego «mesos» que significa ‘mitad’, ‘medio’, y «leukos» que significa ‘blanco’.

### Taxonomía
Varios autores disputan relatos de hibridación con Elaenia parvirostris en el sur de Brasil (Río Grande del Sur). Es monotípica.